# Wittenau (metropolitana di Berlino)
La stazione di Wittenau è una stazione della metropolitana di Berlino, sulla linea U8.

## Storia
La stazione di Wittenau fu progettata come capolinea settentrionale del prolungamento della linea U8 dall'allora capolinea di Paracelsus-Bad; tale tratta venne aperta all'esercizio il 29 settembre 1994.

## Interscambi
- Stazione ferroviaria (Wittenau (Wilhelmsruher Damm))[2]
- Fermata autobus